# Cornwall (Jamaica)
Cornwall is een van de drie historische county's van Jamaica. De county's in Jamaica zijn een historische bestuurseenheid en hebben tegenwoordig geen betekenis meer.
Cornwall telt 600.581 inwoners op een oppervlakte van 3939 km².
Cornwall omvat de volgende parishes:
- Hanover
- Saint Elizabeth
- Saint James
- Trelawny
- Westmoreland